# Sebastira
Sebastira  (лат.) — род аранеоморфных пауков из подсемейства Dendryphantinae в семействе пауков-скакунов (Salticidae). Оба вида этого рода распространены в странах Южной Америки.

## Виды
- Sebastira instrata Simon, 1901 — Венесуэла
- Sebastira plana Chickering, 1946 — Панама